# Oliver Lines
Oliver Lines (Seacroft, 16 de junio de 1995) es un jugador de snooker inglés.

## Biografía
Nació en el municipio inglés de Seacroft, a las afueras de Leeds, en 1995. Hijo de Peter Lines, es, como él, jugador profesional de snooker, en su caso desde 2012. No se ha proclamado campeón de ningún torneo de ranking, y su mayor logro hasta la fecha fue alcanzar los cuartos de final en dos ocasiones, a saber: los del Masters de Turquía de 2022, en los que cayó derrotado (4-5) ante Shaun Murphy, y los del WST Classic de 2023, donde se vio superado (3-4) por Pang Junxu. Tampoco ha logrado hilar ninguna tacada máxima, y la más alta de su carrera está en 139.